# Jarosław Rębiewski
Jarosław Rębiewski, nacido el 27 de febrero de 1974 en Łódź, es un ciclista polaco.

## Palmarés
2004
- 1 etapa del Bałtyk-Karkonosze Tour

2005
- 1 etapa del Tour de Bulgaria
- 3º en el Campeonato de Polonia Contrarreloj

2006
- 1 etapa del Bałtyk-Karkonosze Tour
- 3º en el Campeonato de Polonia Contrarreloj

2007
- 2.º en el Campeonato de Polonia Contrarreloj

2008
- 1 etapa del Bałtyk-Karkonosze Tour
- 1 etapa del Tour de Malopolska